# 里马斯科
里马斯科（義大利語：Rimasco），是意大利韦尔切利省的一个市镇。总面积24平方公里，人口121人，人口密度5.0人/平方公里（2009年）。ISTAT代码为002112。